# Melisenda de Trípoli
Melisenda de Trípoli foi a filha do conde Raimundo II de Trípoli com Hodierna de Trípoli, irmã do também conde Raimundo III de Trípoli, e pretendida como esposa pelo imperador bizantino Manuel I Comneno. Foi baptizada com o nome da sua tia, a rainha Melisenda de Jerusalém, irmã de Hodierna.
O matrimónio dos seus pais foi conflituoso, e Melisenda de Trípoli foi uma das principais vítimas desta situação quando foram levantadas suspeitas de que Raimundo II não era o seu pai. Durante uma disputa particularmente intensa em 1152, os condes de Trípoli solicitaram a mediação da rainha Melisenda de Jerusalém e do seu filho Balduíno III. Raimundo e Hodierna concordaram em reconciliar-se, mas pouco depois Raimundo foi morto pela Ordem dos Assassinos em frente aos portões de Trípoli, tornando-se no primeiro não-muçulmano a ser morto pelos Assassinos, provavelmente em retaliação ao estabelecimento da Ordem do Hospital no condado. O conde foi sucedido pelo seu filho Raimundo III, sob a regência de Hodierna até este atingir a maioridade.
Quando o imperador bizantino Manuel I Comneno pretendeu aliar-se por casamento aos estados cruzados em 1160, Raimundo III e o seu primo Balduíno III tentaram casar Melisenda de Trípoli com o imperador. Hodierna, Raimundo, Melisenda de Jerusalém e Balduíno angariaram um enorme dote para o matrimónio, «preparado a vasta despesa e com grande zelo», que «ultrapassou o luxo de reis», segundo o cronista Guilherme de Tiro. As dádivas deveriam ser enviadas em 12 galeras equipadas por Raimundo. No entanto, os embaixadores de Manuel procederam a investigações minuciosas sobre as noivas potenciais, provocando um ano de demora e frustrando os parentes de Melisenda.

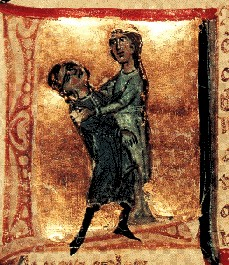
Jaufré Rudel morre nos braços de Hodierna de Trípoli (manuscrito de canções trovadorescas, século XIII, norte da Itália, Biblioteca Nacional de França)

As negociações acabariam por falhar. Guilherme de Tiro afirma desconhecer o motivo, escrevendo simplesmente que Manuel tinha estado também a negociar secretamente com o Principado de Antioquia e acabou por se casar com Maria, filha de Raimundo de Poitiers com Constança de Antioquia. Constança de Antioquia, a mãe de Maria e regente do principado, teria provavelmente pedido a ajuda de Manuel quando o seu marido Reinaldo de Châtillon foi aprisionado em Alepo por Noradine em 1160. Também é provável que os embaixadores de Manuel tenham ouvido os rumores da ilegitimidade de Melisenda. Por fim deve-se levar em conta o testemunho do historiador bizantino João Cinamo de que, apesar da sua beleza, Melisenda não era abastada.
Balduíno III de Jerusalém não desejava que o Império Bizantino alargasse o seu controlo directo a Antioquia, mas concordou com o casamento quando soube das negociações. Pelo contrário, Raimundo III de Trípoli, que tinha boas relações com a irmã, interpretou a escolha do imperador como um insulto aos dois e pagou a piratas para atacarem a ilha bizantina de Chipre. Depois de rejeitada por Manuel, não foi possível combinar outro casamento para Melisenda, que assim entrou para um convento, onde morreu ainda jovem.
O dramaturgo francês Edmond Rostand faria de Melisenda a personagem principal do seu drama em verso La Princesse Lointaine, interpretada por Sarah Bernhardt. Esta obra fala da história do amor à distância do trovador Jaufré Rudel pela senhora de Trípoli, que no entanto a maioria das versões interpreta ter sido o amor de Jaufré por Hodierna, a mãe de Melisenda.